# Nico Roymans
Nico Roymans (Bladel, 1954) is een Nederlands archeoloog en hoogleraar aan de Vrije Universiteit Amsterdam. Roymans wordt gerekend tot de zogenaamde 'Kempenbende', een informele benaming voor een groep archeologen die afkomstig zijn uit de Noord-Brabantse Kempen, maar op verschillende deelterreinen van de archeologie werkzaam zijn. In 2015 baarde hij opzien met zijn onthulling dat het Noord-Brabantse Kessel de locatie moet zijn waar Julius Caesar twee Germaanse stammen versloeg.

## Biografie

### Jeugd en opleiding
Als jongen vond Nico Roymans op een akker in zijn woonplaats Bladel een Keltische gouden munt, waarmee zijn belangstelling voor de archeologie was gewekt. Hij studeerde archeologie aan de Universiteit van Amsterdam (UvA), met als specialisatie provinciaal-romeinse archeologie (Noordwest-Europa in de Romeinse tijd). In 1987 promoveerde hij op het proefschrift Tribale samenlevingen in Noord-Gallië. Een anthropologisch perspectief. In 1991 ontving hij de Bulthuis van Oosternieland Prijs voor zijn dissertatie.

### Loopbaan
In 1998 werd hij hoogleraar West-Europese archeologie aan de Vrije Universiteit in Amsterdam. Zijn onderzoek richtte zich vooral op Keltisch-Germaanse samenlevingen in de ijzertijd en hun integratie in het Romeinse Rijk. Daarnaast houdt hij zich bezig met etniciteit in het Romeinse Rijk, de archeologie van massamoord en genocide in de klassieke oudheid, landschapsarcheologie en Keltische numismatiek.
In december 2015 maakte Roymans zijn stelling bekend dat het Noord-Brabantse Kessel de locatie is waar de Romeinse veldheer Julius Caesar in 55 na Chr. met acht legioenen (circa 40.000 soldaten) slag leverde met de Germaanse stammen van de Tencteren en Usipeten, die de Rijn waren overgestoken. Over de locatie van deze veldslag, die eindigde in een verpletterende nederlaag voor de Germanen en waarover Caesar uitvoerig schreef in Boek IV van zijn Commentarii de bello Gallico, was jarenlang gespeculeerd. Roymans baseerde zich onder andere op de vele skeletresten met verwondingen door antieke wapens, die in deze omgeving gevonden zijn. Daarnaast komt de door Roymans voorgestelde locatie overeen met de beschrijving van Caesar. Roymans bracht zijn 'ontdekking' in het tv-programma De wereld draait door en het nieuws werd door vrijwel alle kranten overgenomen. Op de bewijsvoering van Roymans kwam ook kritiek van diverse historici.
Op 24 november 2023 hield Roymans zijn afscheidsrede aan de Vrije Universiteit: Over een donkere kant van het Romeinse rijk De veroveringsoorlogen in de Nedergermaanse grenszone en hun impact op inheemse samenlevingen. Op dezelfde dag is, voorafgaand aan de afscheidsrede, een symposium ter ere van zijn afscheid georganiseerd, getiteld "In honour of Prof. Dr. Nico Roymans: Between regionality and connectivity. Understanding regional dynamics in the European Iron Age and Roman period".

### Overige activiteiten, erkenning
In 2016 werd hij directeur van het project Portable Antiquities of the Netherlands (PAN), gericht op systematische registratie van kleine metaalvondsten in privécollecties. De oprichting van PAN kreeg een impuls door het van kracht worden van de Erfgoedwet op 1 juli 2016, waardoor metaaldetectie in de bovenste 30 cm van de bodem niet langer illegaal was.
In 2010 ontving hij de Huibregtsenprijs voor Wetenschap en Samenleving voor zijn 'Zuid-Nederland Project', waarin Roymans een samenhangend beeld tracht te krijgen van het cultuurlandschap in opeenvolgende historische perioden, waarbij hij tevens naar mogelijkheden zoekt om de oude patronen en structuren een plaats te geven in het landschap van de toekomst.

## Publicaties
Prof. Roymans heeft tientallen wetenschappelijke publicaties op zijn naam staan, waaronder elf boeken. Hieronder een selectie:
- 2005: Ethnic Identity and Imperial Power: The Batavians in the Early Roman Empire
- 2011: Villa Landscapes in the Roman North. Economy, Culture and Lifestyles (met Ton Derks).
- 2012: Late Iron Age Gold Hoards from the Low Countries and the Caesarian Conquest of Northern Gaul (met Guido Creemers en Simone Scheers).
- 2014: The Roman Villa of Hoogeloon and the Archaeology of the Periphery (met Ton Derks en Henk Hiddink)
- 2015: 'Aan de vooravond van de Romeinse verovering. De late IJzertijd', hoofdstuk in het door LGOG gepubliceerde overzichtswerk Limburg. Een Geschiedenis (met Henk Hiddink).[9]
- 2016: Social Dynamics in the Northwest Frontiers of the Late Roman Empire. Beyond Transformation or Decline (met Stijn Heeren en Wim de Clercq)